# ملعب جامعة أسيوط
ملعب جامعة أسيوط هو ملعب كرة قدم في أسيوط، مصر. وهو الملعب الرئيسي لنادي بترول أسيوط في الدوري المصري الممتاز. الملعب يستوعب 16000 متفرج.

## روابط خارجية
- معلومات الملعب